# Automobile della polizia

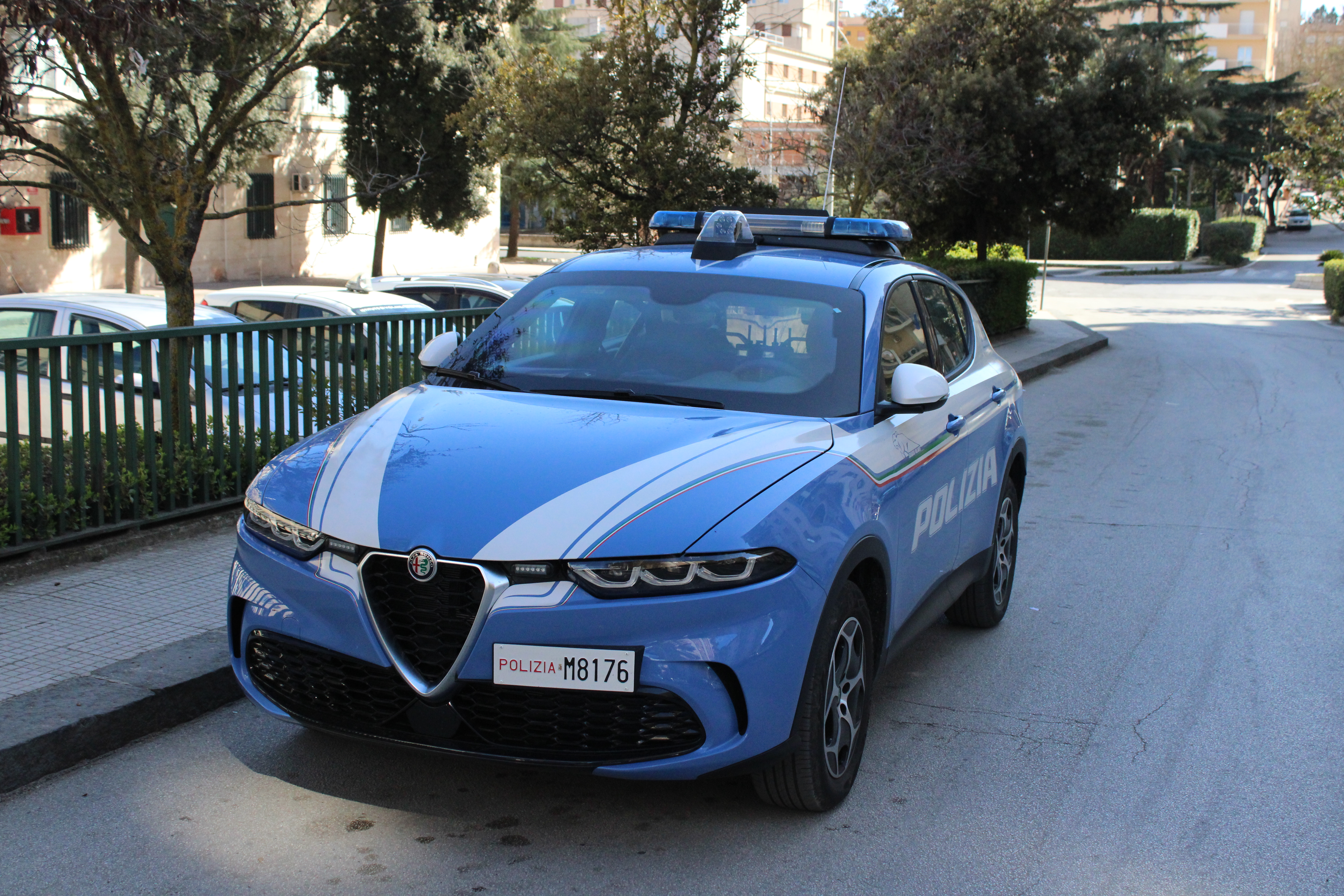
Un'Alfa Romeo Tonale utilizzata dalla polizia di stato italiana

Un'automobile della polizia, comunemente chiamata volante, è un mezzo di trasporto utilizzato dai poliziotti durante gli spostamenti, le pattuglie e le chiamate di emergenza.

## Descrizione
Esistono molte tipologie, odierne e non, di automobili della polizia. Trattandosi di mezzi da utilizzare anche nelle situazioni pericolose, sono in genere dotate di particolari sistemi di comunicazione da usare per dare informazioni alle forze dell'ordine alleate a seconda delle necessità, hanno luci di emergenza, una sirena ed emblemi che servono a distinguerle dagli altri mezzi di trasporto.

## Storia
Quella che è considerata la prima auto della polizia, venne costruita nel 1889, negli Stati Uniti, e poteva raggiungere i 26 chilometri orari e viaggiare per 48 chilometri prima che fosse necessario ricaricarla. Il mezzo era pilotato dall'ufficiale Louis Mueller, del dipartimento poliziesco di Akron. La produzione di automobili primeve usate dalle forze dell'ordine continuò anche nei primi decenni del Novecento. Nel 1932 la Ford lanciò la sua Model B, utilizzata per anni dagli organi polizieschi degli USA. La seconda guerra mondiale portò a ridurre la produzione di auto della polizia. Le auto di ordinanza vengono tutt'oggi costruite in tutto il mondo.